# Luciano Cilona
Luciano Cilona (Bergamo, 31 gennaio 1961) è un ex calciatore italiano, di ruolo difensore.

## Biografia
Suo figlio Manuel è a sua volta calciatore, ed ha giocato nel settore giovanile dell'Atalanta (con cui ha anche esordito in Coppa Italia) ed in Serie C1 con il Legnano.

## Carriera
Cresciuto nelle giovanili del Milan, nel 1979 passa al Forlì dove disputa due campionati di Serie C1. Successivamente si trasferisce al Bologna, dove debutta in Serie A nel campionato 1981-1982 e disputa complessivamente 6 partite in massima serie e 17 in Serie B l'anno seguente. Nel campionato 1983-1984 colleziona altre 4 presenze in Serie A con la maglia dell'Avellino.
Negli ultimi cinque anni della sua carriera da professionista gioca in Serie C1 e Serie C2 con le maglie di Massese, Rondinella Marzocco e Torres.

## Palmarès

### Club

#### Competizioni nazionali
- Campionato italiano: 1

Milan: 1978-1979